# 당신의 여자
《당신의 여자》는 2013년 2월 18일부터 같은 해 8월 2일까지 방영되었던 SBS 아침연속극이었으며, 2006년 KBS 2TV 《위대한 유산》을 끝으로 가정사 등 여러 가지 사정 때문에 안방극장에서 사라진 노현희 (마동희 역)가 해당 작품을 통해 드라마 복귀를 했지만 그 이후 연극 무대에서 활동 중이다.

## 기획 의도
이 드라마는 사랑을 이야기한다. 쉽게 만나고 쉽게 헤어지는 시대, 운명이 숙명이니 하는 단어가 식상하고 진부하게 느껴지는 시대에, 운명 같은 사랑에 빠진 두 사람을 통해 누군가를 사랑한다는 것의 결코 가볍지 않은 무게와 그 소중한 가치를 이야기하고자 한다.

## 등장인물

### 주요 인물
- 이유리(이은수 / 오유정)
- 박윤재(강정훈)
- 임호(나진구)
- 박영린(민세연)
- 이병욱(민동연)

### 강정훈 가족
- 정한용(강만복)
- 이미영(마팔순)
- 노현희(마동희)

### 나진구 가족
- 윤미라(박순자)
- 김민찬(나대구)
- 전현석(나 / 강준희)

### 그 외 인물
- 이진아(이경선)
- 유하준(지현우)
- 강지우(지소라)
- 강석정(황재열)
- 정문성(김태성)
- 이지혜(양 과장)
- 이자민(윤서정)
- 장태민(주유소 직원)
- 조성희(김 쉐프)
- 이정후(한 실장)
- 이종박, 박선웅, 정병철, 한동환, 허성태

## 같이 보기
- KBS TV소설

《삼생이》 (2013년 1월 7일 ~ 2013년 6월 21일)
《은희》 (2013년 6월 24일 ~ 2014년 1월 3일)
- MBC 아침드라마

《사랑했나봐》 (2012년 10월 15일 ~ 2013년 5월 3일)
《잘났어, 정말!》 (2013년 5월 6일 ~ 2013년 10월 4일)
| SBS 아침연속극                                 | SBS 아침연속극                          | SBS 아침연속극                                  |
| 이전 작품                                      | 작품명                                  | 다음 작품                                       |
| ---------------------------------------------- | --------------------------------------- | ----------------------------------------------- |
| 너라서 좋아 (2012년 9월 3일 ~ 2013년 2월 15일) | 당신의 여자 (2013년 2월 18일 ~ 8월 2일) | 두 여자의 방 (2013년 8월 5일 ~ 2014년 1월 17일) |